# Удача (залив)
Уда́ча — залив на северо-востоке Охотского моря в юго-западной части залива Шелихова.

## Гидроним
Назван в 1915 году Гидрографической экспедицией Восточного океана по причине удачно проведённых астрономических съёмок.

## География
Находится на юго-востоке полуострова Пьягина. Северный входной мыс в залив безымянный, южный — мыс Толстой. На западе в залив впадает река Ларих. Также на западном берегу расположена гора Удача, высотой 776 метров. Примерно в 3 километрах восточнее залива находится остров Катемалью, входящий в состав Ямских островов.
Включён в состав Ямского участка Магаданского заповедника.